# 王辰
王辰（おう しん、1962年8月7日 - ）は、中華人民共和国の医師、医学者。現職は中国工程院副院長、中国医学科学院北京協和医学院院校長、国家監査委員会第1回特約監察員、国家呼吸臨床研究中心主任。中国共産党の19大代表。第13回全国政治協商会議常務委員。山東省徳州市出身。専門は疫学、呼吸器学。

## 経歴
1962年8月7日、山東省徳州市で生まれた。1985年首都医科大学医疗系で学士の学位取得。1991年同大学にて医学博士の学位取得。1994年、アメリカ合衆国に渡り、テキサス大学にて医学部の博士研究員となった。
1993年、自身の母校である首都医科大学の付属北京朝陽病院呼吸科にて副主任に着任し、以後、副院長、院長と昇任した。2013年1月、衛生部、国家衛生計生委科学技術教育司副司長に就任。2014年9月、中日医院院長に転任。2018年1月、中国医学科学院北京協和医学院院校長に任命。同年5月、中国工程院副院長を兼務。2020年7月には国家呼吸臨床研究中心主任を兼任する。  

## 栄典
- 2013年11月、中国工程院院士。
- 2019年12月1日、呉階平医学賞。
- 2020年10月19日、全米医学アカデミー外籍院士[2]。